# Antonio Cavarzerani
Antonio Cavarzerani (Udine, 1914 – Quota 1143 di M. Golico, 15 marzo 1941) è stato un militare italiano, decorato con la medaglia d'oro al valor militare alla memoria nel corso della seconda guerra mondiale.

## Biografia
Nacque a Udine nel 1914, figlio di un Costantino, generale degli alpini, e Clementina Nicolausig. 
Dopo aver frequentato la scuola la Scuola allievi ufficiali di complemento di Bassano, nel 1937 venne nominato sottotenente dell'arma di fanteria, in forza nell'8º Reggimento alpini. Assegnato al Battaglione alpini "Tolmezzo", fu posto in congedo nel febbraio del 1938. Richiamato in servizio attivo nel marzo del 1939, partecipò con il battaglione alpini "Tolmezzo", all'occupazione dell'Albania.
Rientrato in Italia nel luglio seguente e mandato in licenza straordinaria, riprese gli studi interrotti presso l'Università di Padova dove, nel 1940, conseguì la laurea in giurisprudenza. Dopo l'entrata in guerra del Regno d'Italia, il 10 giugno 1940, ottenne di essere richiamato in servizio e nel gennaio 1941 ritornò in Albania con l'VIII Battaglione complementi. Giunto sul fronte greco-albanese rifiutò l'assegnazione ad un comando di grande unità, e volle ritornare in servizio nel battaglione alpini "Tolmezzo". Ferito gravemente all’addome da una raffica di mitragliatrice il 9 marzo 1941 a quota 1143 di M. Golico, decedette presso l'ospedale da campo 628 sei giorni dopo. Fu insignito della medaglia d'oro al valor militare alla memoria.

### Annotazioni
1. ↑  Il generale Carlo Rossi, comandante del XXV Corpo d'armata scrisse di lui: Antonio era un giovane buono, colto , pieno di altissimi sentimenti di slancio, di generosità e di amore per i Suoi cari e anche per l’ultimo dei Suoi Alpini. Il padre, generale degli alpini Costantino Cavarzerani conte di Nevea, così scrive nel suo diario il 31 maggio 1942: Si chiude un mese pieno di emozioni. Povero il mio Anto, tu eri orgoglioso dell’umile tuo Padre e tu di lassù mi guardi, mi sorridi e mi benedici con i tuo i cari. Quale terribile e dolente ferita al mio cuore la tua perdita!.

### Fonti
1. ↑  Gruppo Medaglie d'Oro al Valore Militare 1965, p. 588.
2. 1 2  Combattenti Liberazione.
3. 1 2 3 4  Bianchi, Cattaneo 2011, p. 511.
4. ↑  Bianchi, Cattaneo 2011, p. 510.
5. ↑   Medaglia d'oro al valor militare Cavarzerani, Antonio, su quirinale.it, Quirinale. URL consultato l'11 febbraio 2023.
6. ↑  Registrato alla Corte dei conti addì 11 luglio 1942,  guerra registro 25, foglio 103.